# سیارک ۲۴۰۳

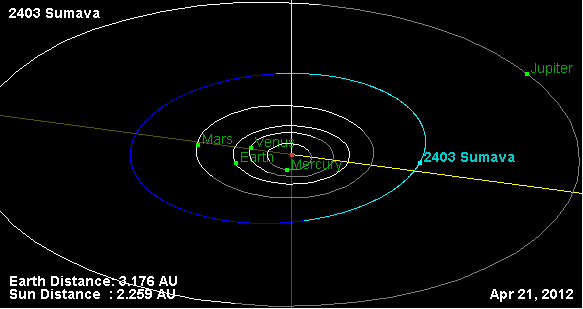
نمایی از محل سیارک ۲۴۰۳ در مدار - ۲۰۱۲

سیارک ۲۴۰۳ (به انگلیسی: 2403 Sumava، نامگذاری:1979SQ) دو هزار و چهارصد و سومین سیارک کشف شده‌است که در ۲۵ سپتامبر ۱۹۷۹ کشف شد.
قدر مطلق سیارک برابر ۱۲٫۵۰ است.